# Sisoridae
Sisoridae (Zuigmeervallen) zijn een familie van straalvinnige vissen uit de orde van Meervalachtigen (Siluriformes).

## Geslachten
- Bagarius Bleeker, 1854
- Gagata Bleeker, 1858
- Glyptothorax Blyth, 1860
- Creteuchiloglanis W. Zhou, X. Li & A. W. Thomson, 2011
- Exostoma Blyth, 1860
- Myersglanis Hora & Silas, 1952
- Nangra Day, 1877
- Glaridoglanis Norman, 1925
- Glyptosternon McClelland, 1842
- Oreoglanis H. M. Smith, 1933
- Pseudecheneis Blyth, 1860
- Pseudexostoma X. L. Chu, 1979
- Sisor Hamilton, 1822
- Parachiloglanis X. W. Wu, M. J. He & X. L. Chu, 1981
- Pareuchiloglanis Pellegrin, 1936
- Gogangra Roberts, 2001